# ジョン・カニソン・キャットフォード
ジョン・カニソン・キャットフォード（John Cunnison Catford、1917年3月26日 – 2009年10月6日）は、スコットランドの言語学者、音声学者。
20世紀後半の代表的な音声学研究者のひとりであり、カフカス諸語の研究でも知られる。

## 生涯
キャットフォードはエディンバラで生まれ、14歳のときにジョージ・バーナード・ショーの『ピグマリオン』を観て音声学に興味を持った。17歳でBBCのラジオ俳優のオーディションに合格した。BBC との関係は戦後まで長く続いた。
エディンバラ大学ではフランス語を専攻し、在学中に渡仏してパリ大学の音声学院(フランス語版)の学位を得、またマルセル・コーアンやアンドレ・マルティネの講義に出席した。その後、1年間の計画で学業を中断してギリシャで英語を教えていたところに第二次世界大戦が勃発し、キャットフォードはそのままエジプト・パレスチナで英語を教えたりラジオ放送を行ったりした。
戦後はロンドン大学でJ・R・ファースに一般言語学を学んだ。1952年からはエディンバラ大学でスコットランド言語調査(Language Survey of Scotland, LSS)に参加した。1957年にはエディンバラ大学内に応用言語学院を創設した。これは英国初の応用言語学の機関だった。
1964年にミシガン大学に移り、その言語学教授兼英語研究所長に就任した。1985年に退官した。

## 業績
- Fundamental Problems in Phonetics. Edinburgh University Press. (1977)

音声学の理論書で、発声など随所に創見が見られる。
- A Practical Introduction to Phonetics. Oxford: Clarendon Press. (1988)

邦訳竹林滋、設楽優子、内田洋子 訳『実践音声学入門』大修館書店、2006年。ISBN 4469213063。
1989年にキャットフォードはウビフ語を流暢に話せる最後のひとりである Tevfik Esenɕ の発音を記録した。